# Jezersko (okres Kežmarok)

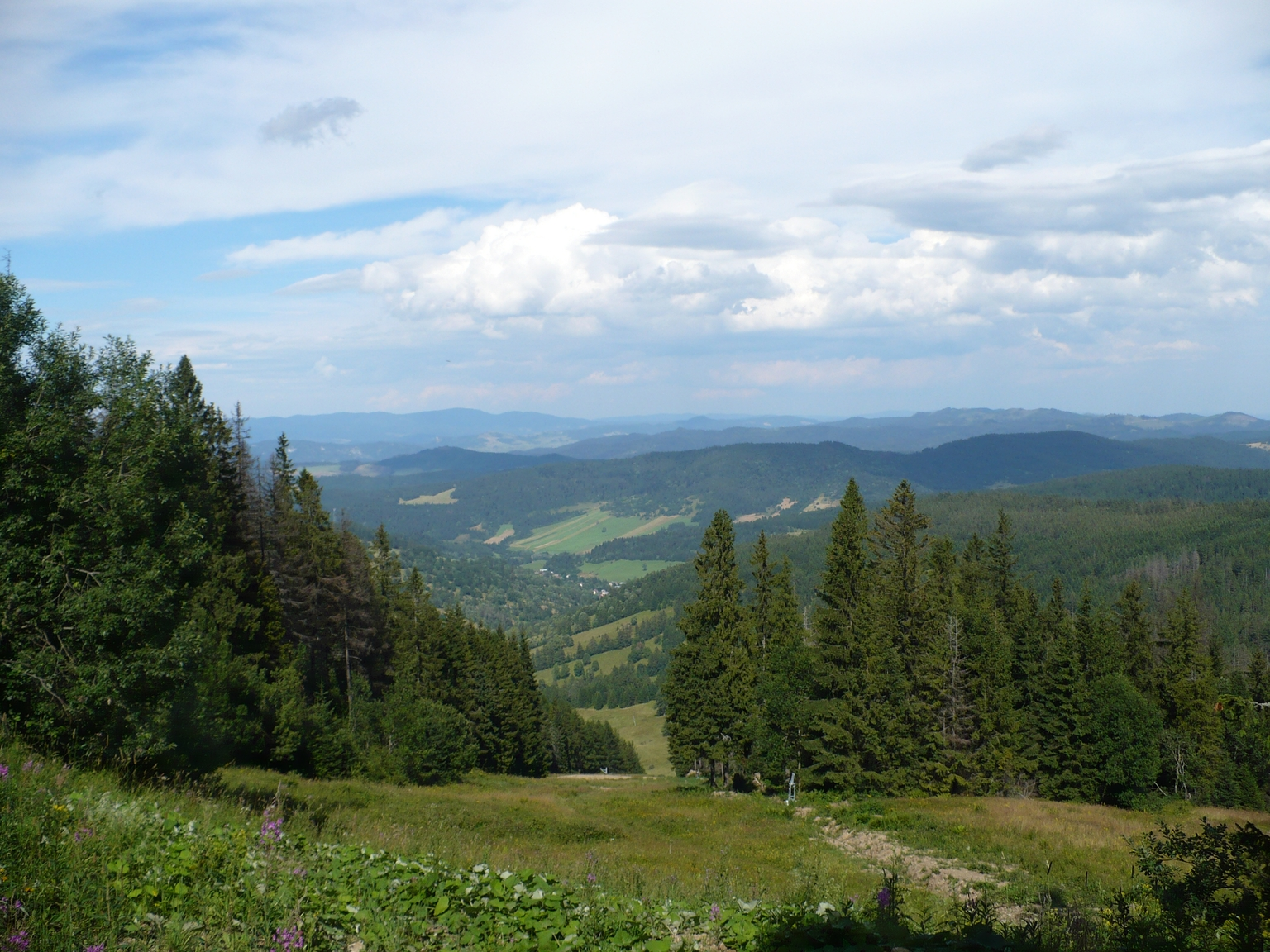

Jezersko (Hongaars: Tavas, Duits: Teichenau) is een Slowaakse gemeente in de regio Prešov, en maakt deel uit van het district Kežmarok.
Jezersko telt 109 inwoners.